# Konwergencja klubów
Konwergencja klubów – koncepcja, zgodnie z którą kraje lub regiony o podobnych charakterystykach strukturalnych upodabniają się, ponieważ ich początkowy poziom dochodu per capita również jest podobny. W konsekwencji prowadzi to do powstawania "klubów" – grupy krajów bądź grupy regionów o bardzo podobnych parametrach strukturalnych oraz zmniejszających różnicach w dochodzie per capita.